# Port de Pailhères
Le port de Pailhères ou col de Pailhères est un col routier des Pyrénées françaises (Ariège), situé à 2 001 mètres d'altitude sur la route départementale D25 de Mijanès (sud-est) à Ascou (ouest).
C'est un col qu'emprunte le Tour de France cycliste, enchaînant soit par le Plateau de Bonascre (2003, 2005, 2010, 2013) soit le Plateau de Beille (2007). La Ronde de l'Isard, course internationale espoirs par étapes, l'emprunte à son tour en 2010. La station de sports d'hiver d'Ascou-Pailhères se trouve sur son flanc ouest, celle de Mijanès-Donezan se trouve sur l'autre flanc.

## Toponymie
Port vient du latin porta qui signifie « porte ». Ce mot est souvent utilisé dans les Pyrénées pour désigner un col de montagne.

## Géographie
Le port de Pailhères fait partie du terroir excentré et peu peuplé du Donezan, à l'extrême Sud-Est de l'Ariège, très proche des départements voisins de l'Aude (pays de Sault) et des Pyrénées-Orientales (Capcir). Il est fermé une grande partie de l'année en raison des conditions climatiques rudes qui règnent dans sa partie haute.
Le port de Pailhères constitue l'un des points de passage naturels de la « crête de Pailhères », qui sépare le Donezan ariégeois au sud, de l'Aude au nord, et se rattache au massif du Tarbésou.

## Cyclisme

### Tour de France

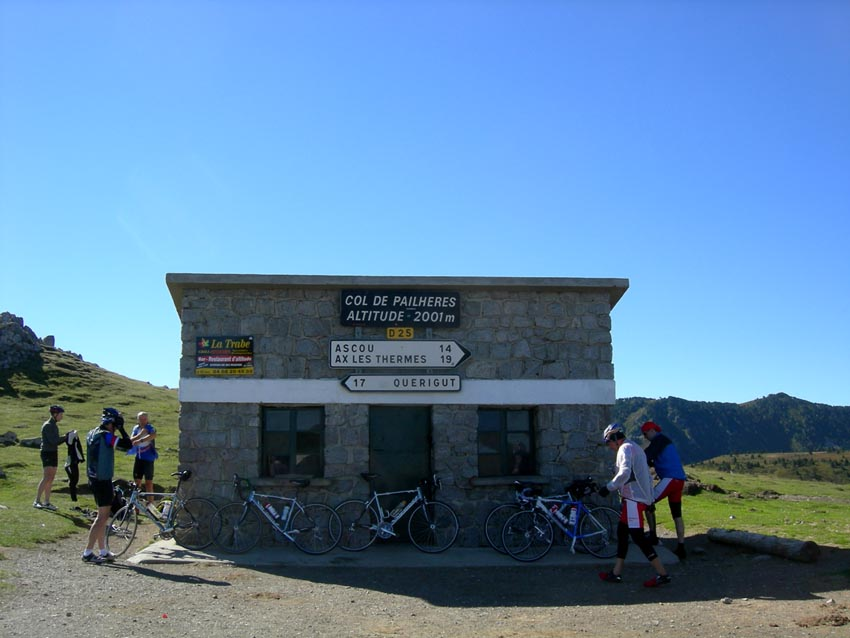
Cyclistes amateurs au col.

Cinq ascensions du port de Pailhères ont été réalisées pendant le Tour de France : Tour 2003 (13e étape, Juan Miguel Mercado), 2005 (14e étape, Georg Totschnig), 2007 (14e étape, Rubén Pérez), 2010 (14e étape, Christophe Riblon) et 2013 (8e étape, Nairo Quintana).
Ce col classé hors catégorie est connu pour son passage décisif dans le Tour de France, c'est en effet un col très pentu avec des passages où le pourcentage est très élevé.
Le record de l'ascension est détenu par Jan Ullrich sur le Tour de France 2005 en 44 minutes et 16 secondes depuis Usson-les-Bains. Depuis le village de Rouze, c'est le Colombien Mauricio Soler qui a réalisé l'ascension la plus rapide en 39 minutes et 42 secondes en 2007.
Le col est de nouveau emprunté à l'occasion du centième Tour de France en 2013 : c'est d'ailleurs le plus haut sommet de l'édition.

### Profil de l'ascension
L’ascension du port des Pailhères par le versant ouest débute à Ax-les-Thermes pour presque 19 km d’ascension. Les pourcentages sur les trois premiers kilomètres jusqu’au croisement avec la route du col du Chioula varient de 5,5 à 7,8 %. Mais, entre Ascou et le hameau de Lavail en longeant l’étang de Goulours se trouvent des pourcentages nettement plus roulants entre 2,5 et 5 %. Ce replat est suivi de deux kilomètres respectifs à 9 et 8,5 % en suivant toujours la Lauze avant deux nouveaux kilomètres moins soutenus à 4,5 et 5 % pour arriver dans la station d’Ascou-Pailhères. En entrant dans cette station, la pente passe à 9 % et il n’y a plus de replat jusqu’au col. Une série d’épingles permet de s’élever au-dessus de la station, toujours dans des pourcentages soutenus. Et le plus dur est pour les deux derniers kilomètres avec une interminable pente rectiligne. Le dernier kilomètre, qui passe devant le hameau de la Couillade de Fond Nère, est affiché à 9,6 % de moyenne, soit le plus difficile de ce versant. S'y trouvent parfois des chevaux en liberté. C’est donc un versant plutôt irrégulier avec six derniers kilomètres très difficiles. La descente de ce versant comporte parfois des gravillons et petites déformations qui peuvent surprendre.

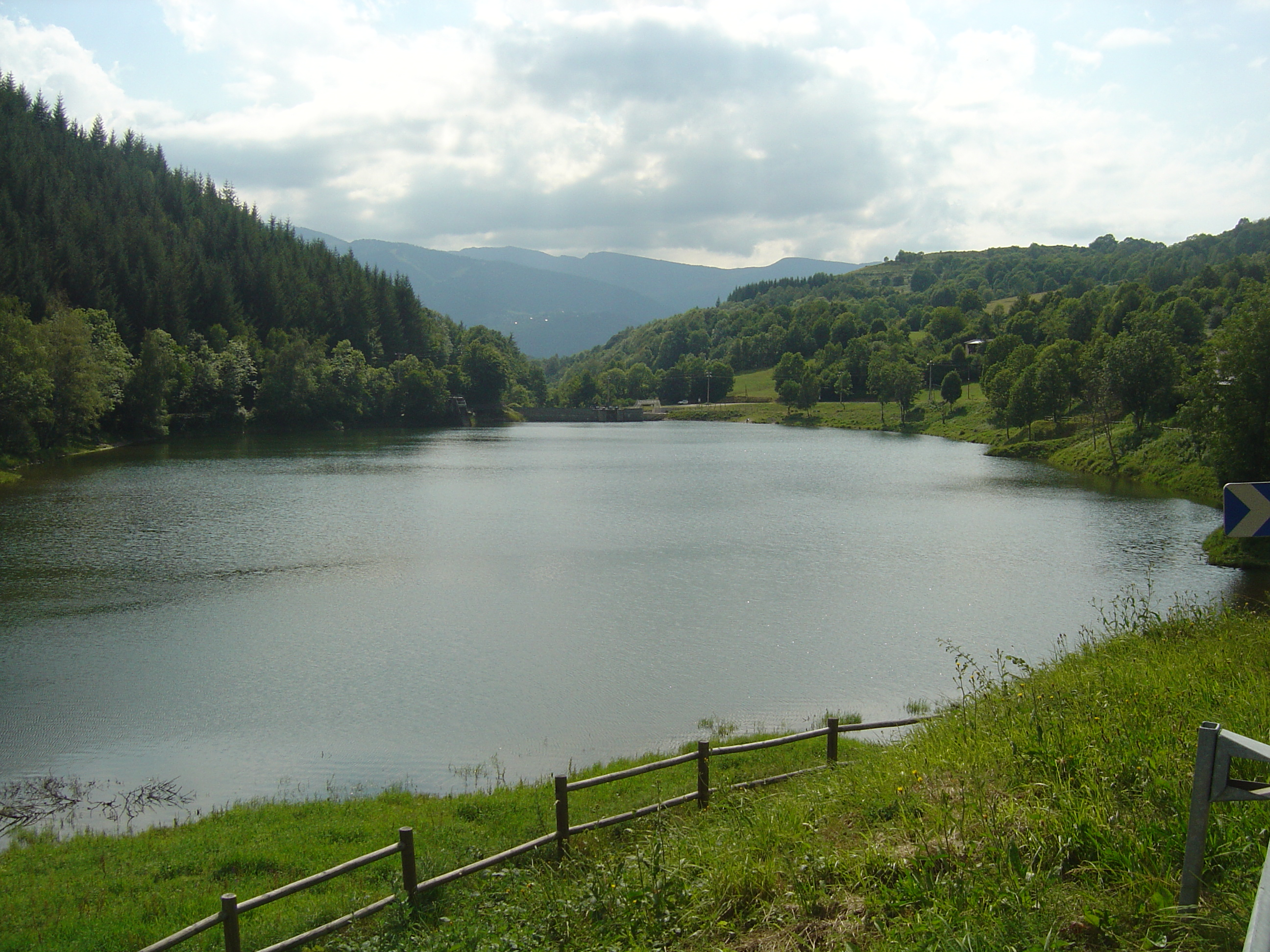
Replat au niveau de l'étang de Goulours.
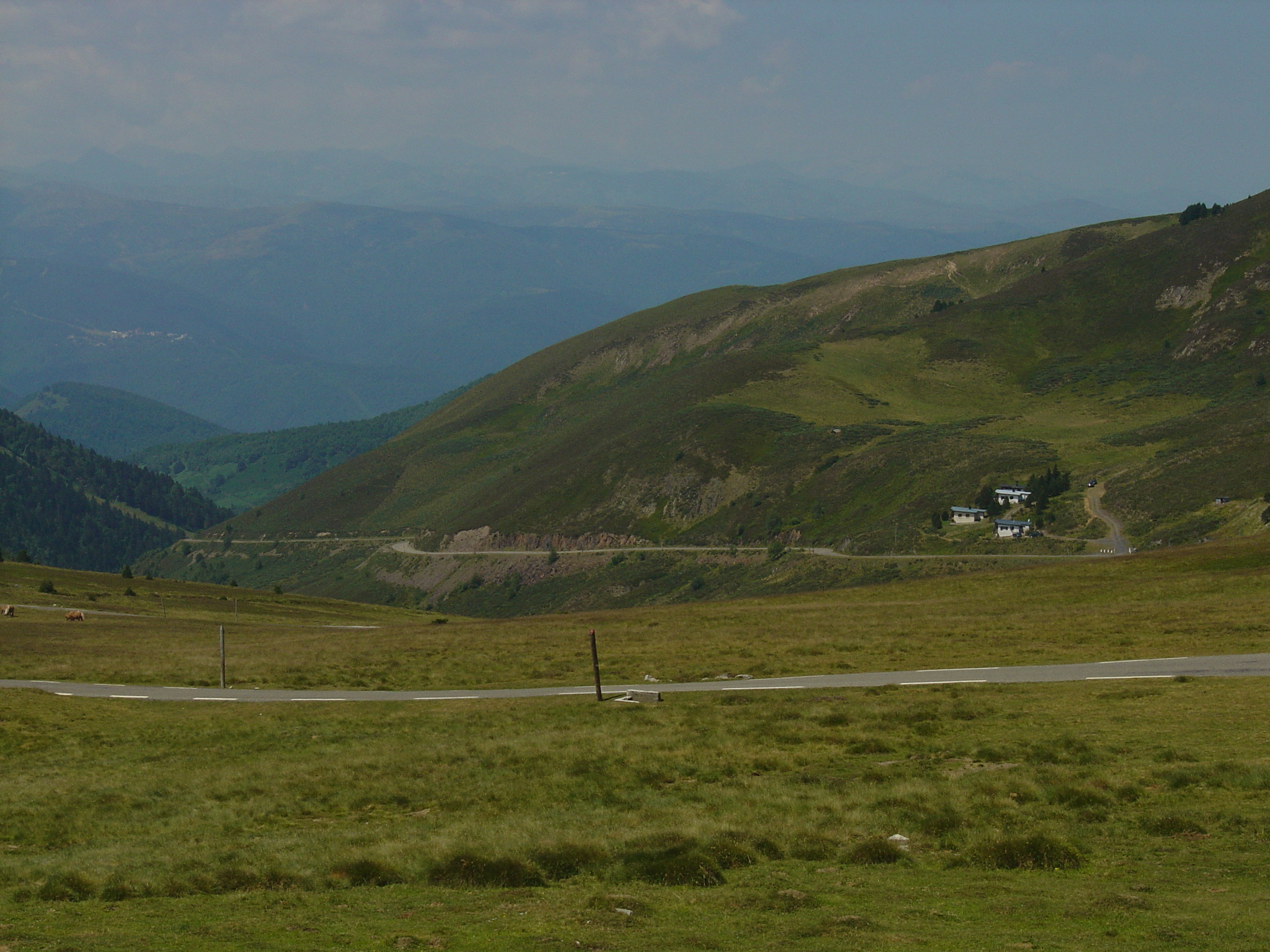
Pente difficile dans les deux derniers kilomètres.
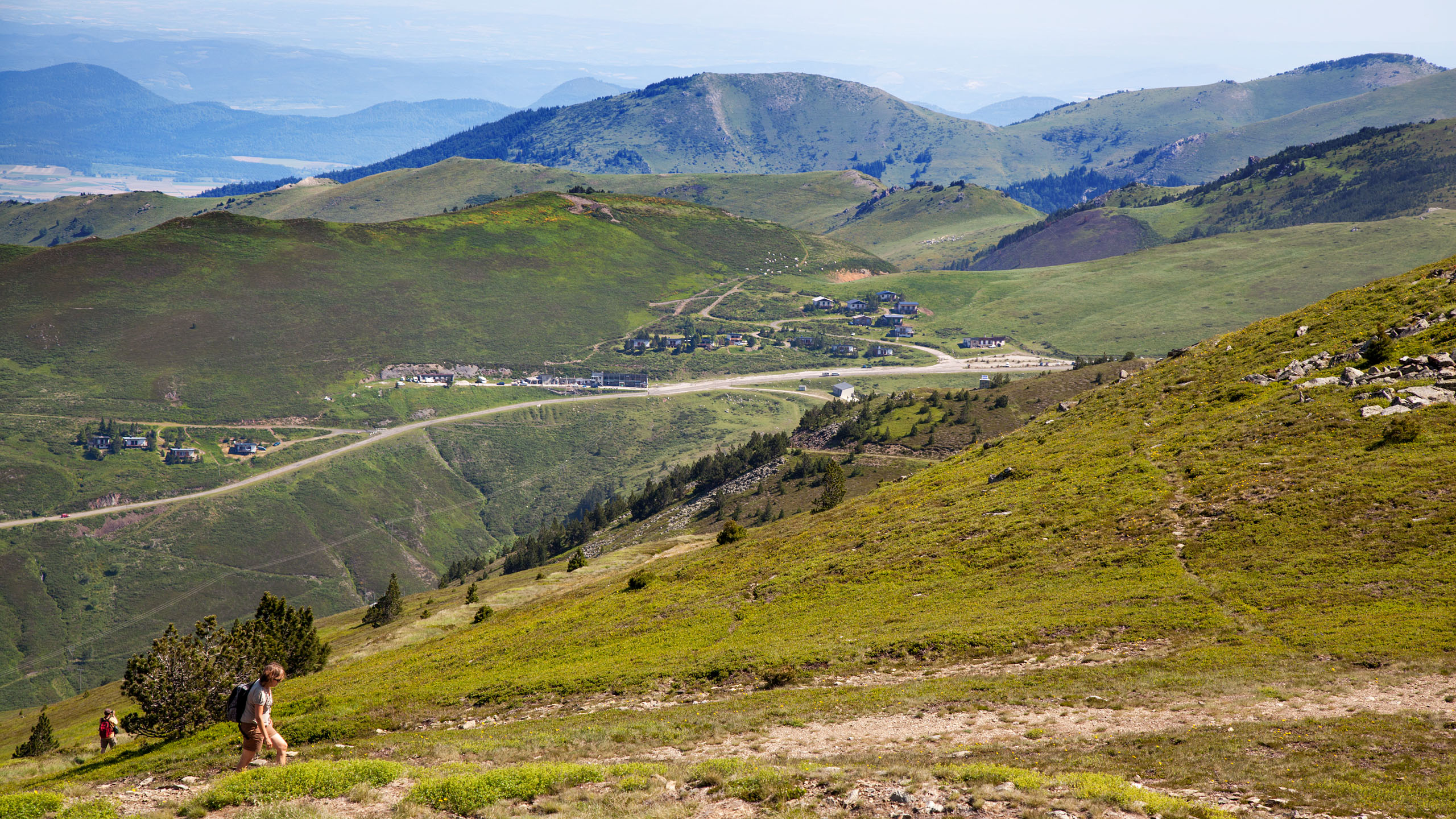
Hameau de la Couillade de Font Nère dans le dernier kilomètre.
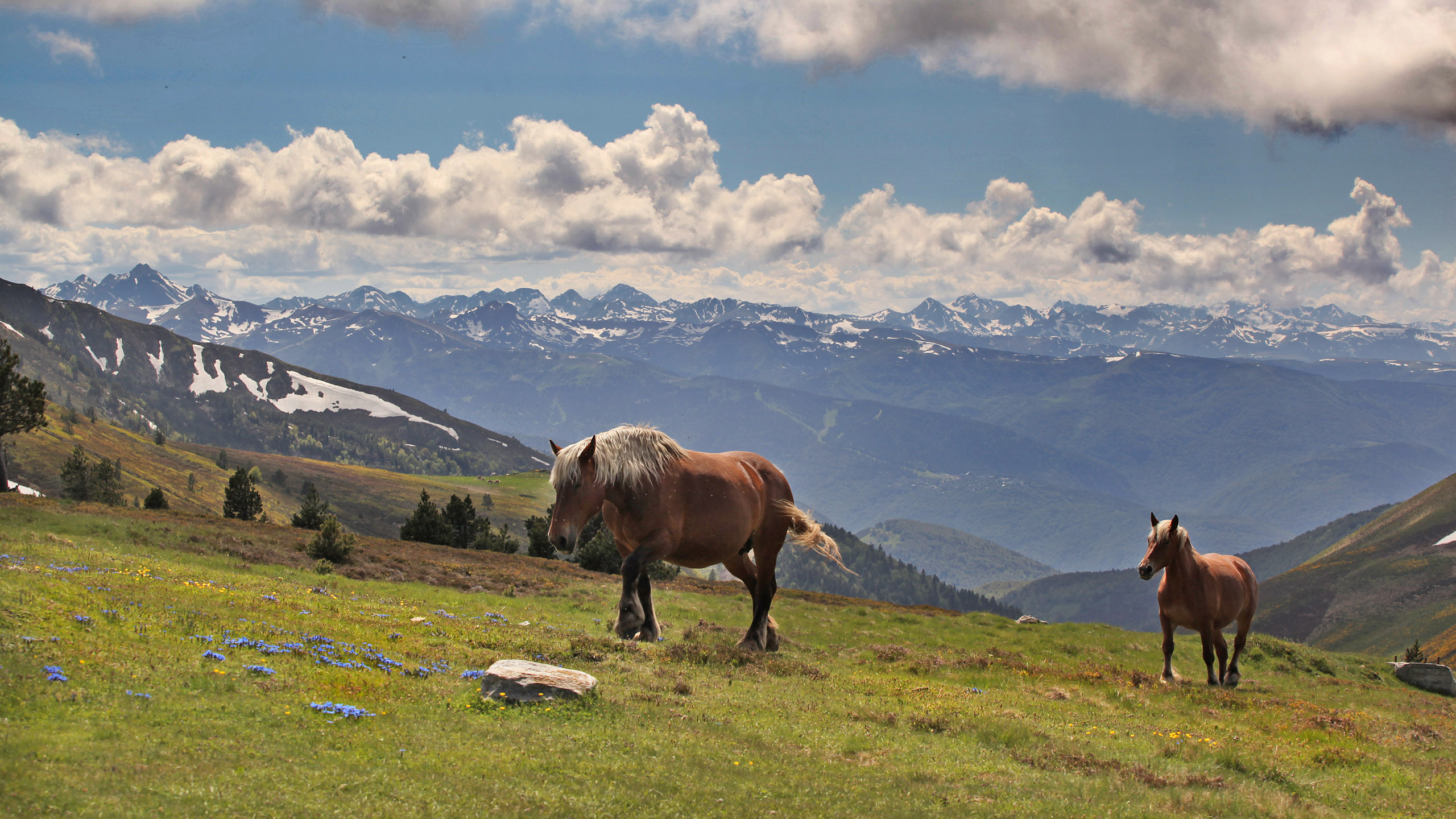
Chevaux au col de Pailhères

Depuis Usson-les-Bains, sur le versant opposé, l’ascension est longue de 14,9 km. La pente précédant le village de Rouze est sévère. Après un court replat après ce village jusqu’à un croisement se trouve une ligne droite assez difficile entre Rouze et Mijanès. À partir de la sortie de ce dernier village, il reste 10,4 km à une bonne moyenne de 8,4 %. Jusqu’à la station de Mijanès-Donezan quelques kilomètres plus loin, la pente est proche de 9 %. À partir de cette petite station, la route devient étroite et cela jusqu’au col. Quelques hectomètres après la station se trouve le seul véritable replat. Mais à partir de 1 645 m d’altitude, c’est le début d’une grande série de lacets jusqu’au col. Les virages sont au début très serrés et rapprochés, ce qui ne permet pas de prendre beaucoup de vitesse en descente dans le sens contraire. À 2 km du sommet, il faut monter un court passage à 13 % sur un kilomètre à 10 % de moyenne. Dans les derniers hectomètres, après une petite descente, il faut passer un raidillon pour se hisser jusqu’au col. À découvert, ce col est souvent exposé au vent.

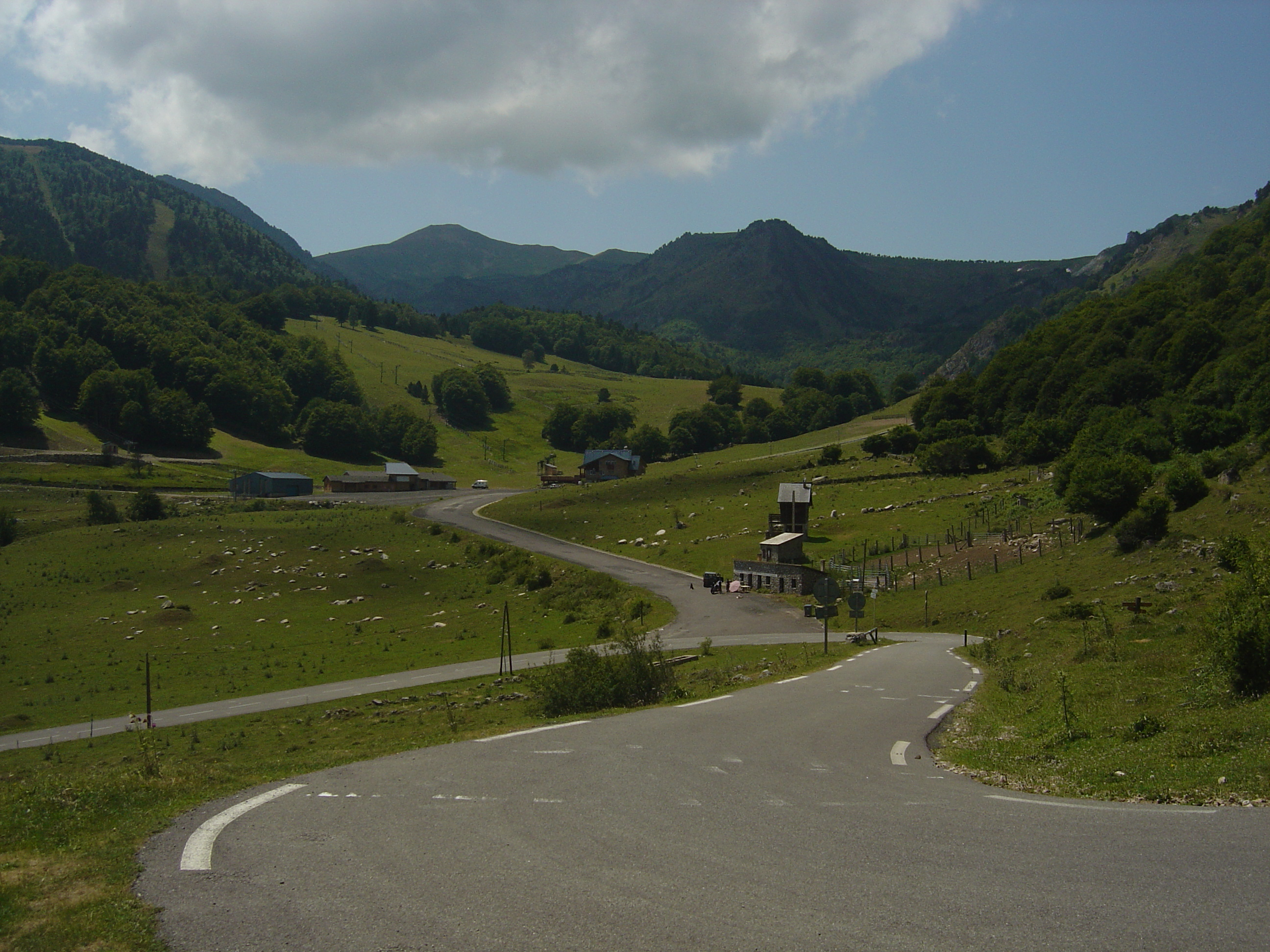
Station de Mijanès-Donezan.
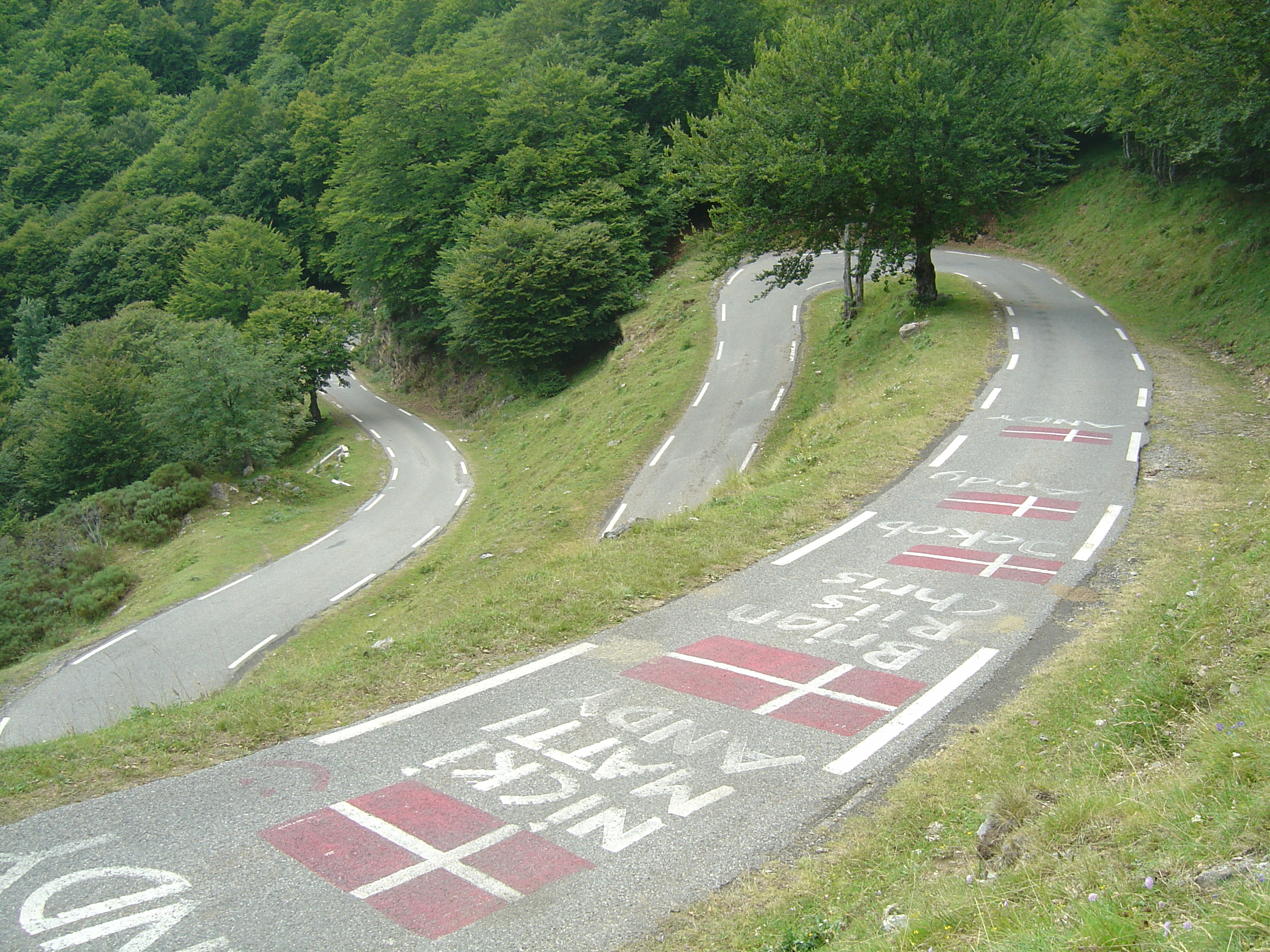
Lacets courts et serrés au début de la dernière partie.
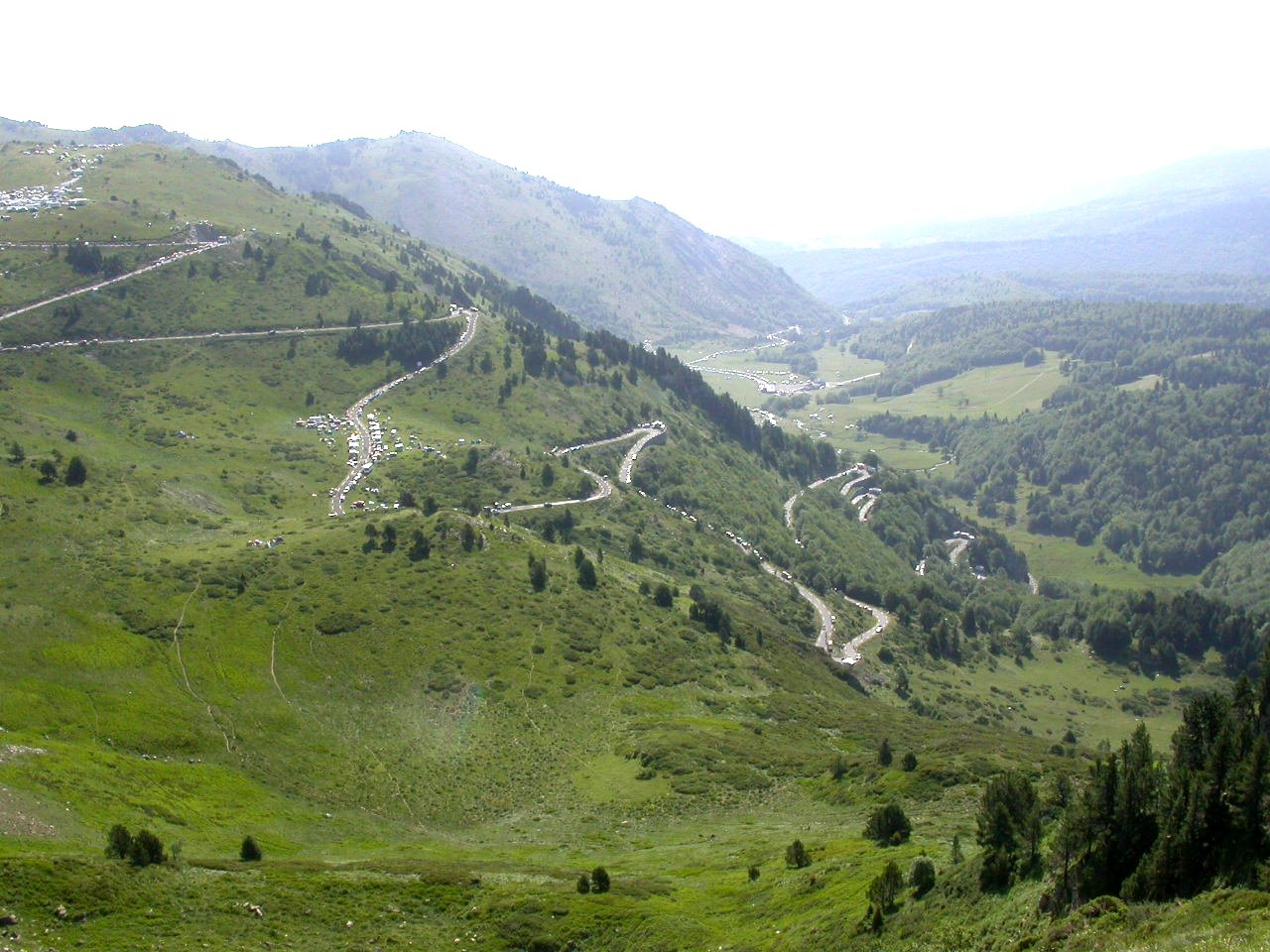
Série de lacets dans les derniers kilomètres du col.
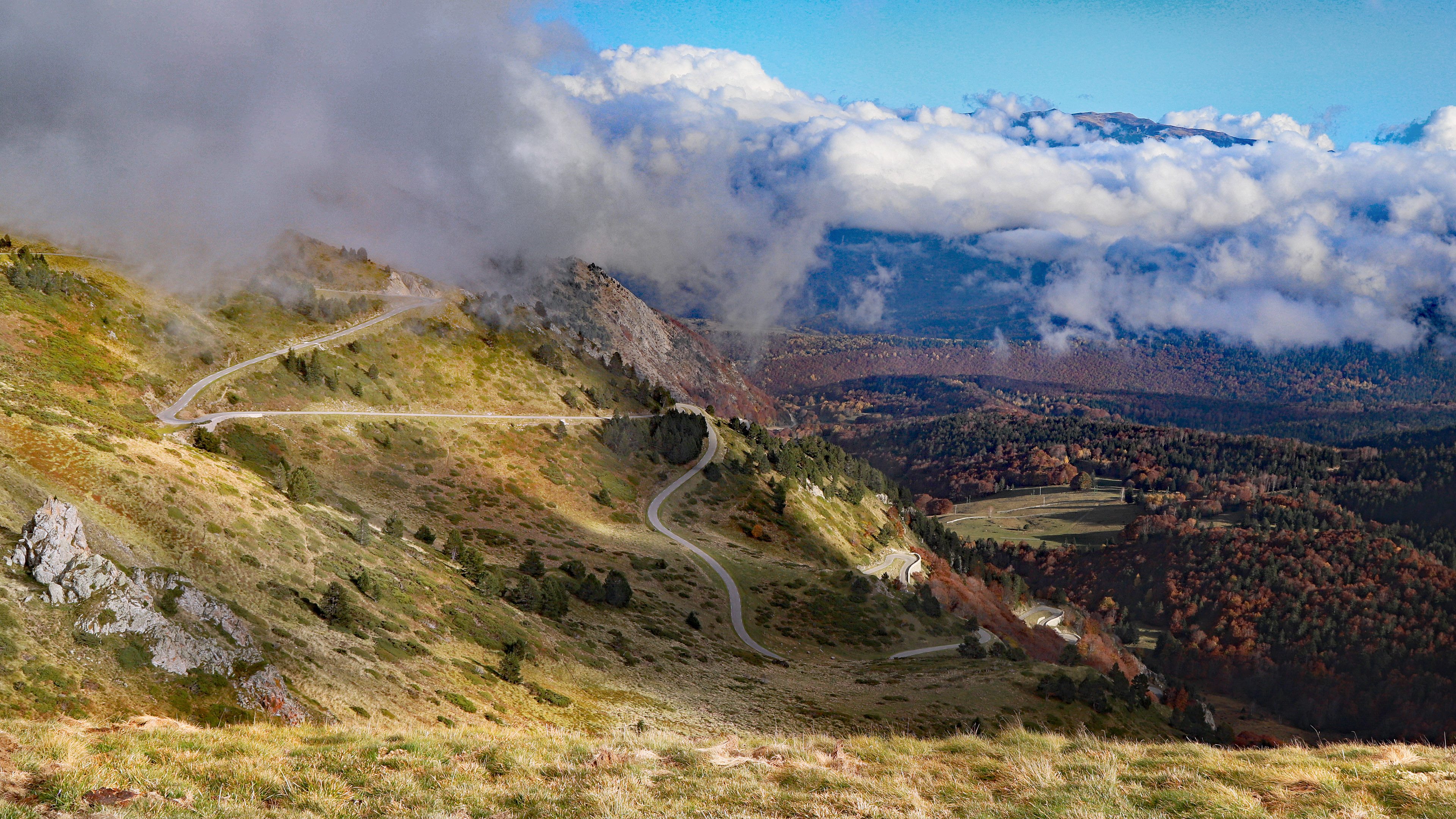
Les lacets côté est

## Autres activités

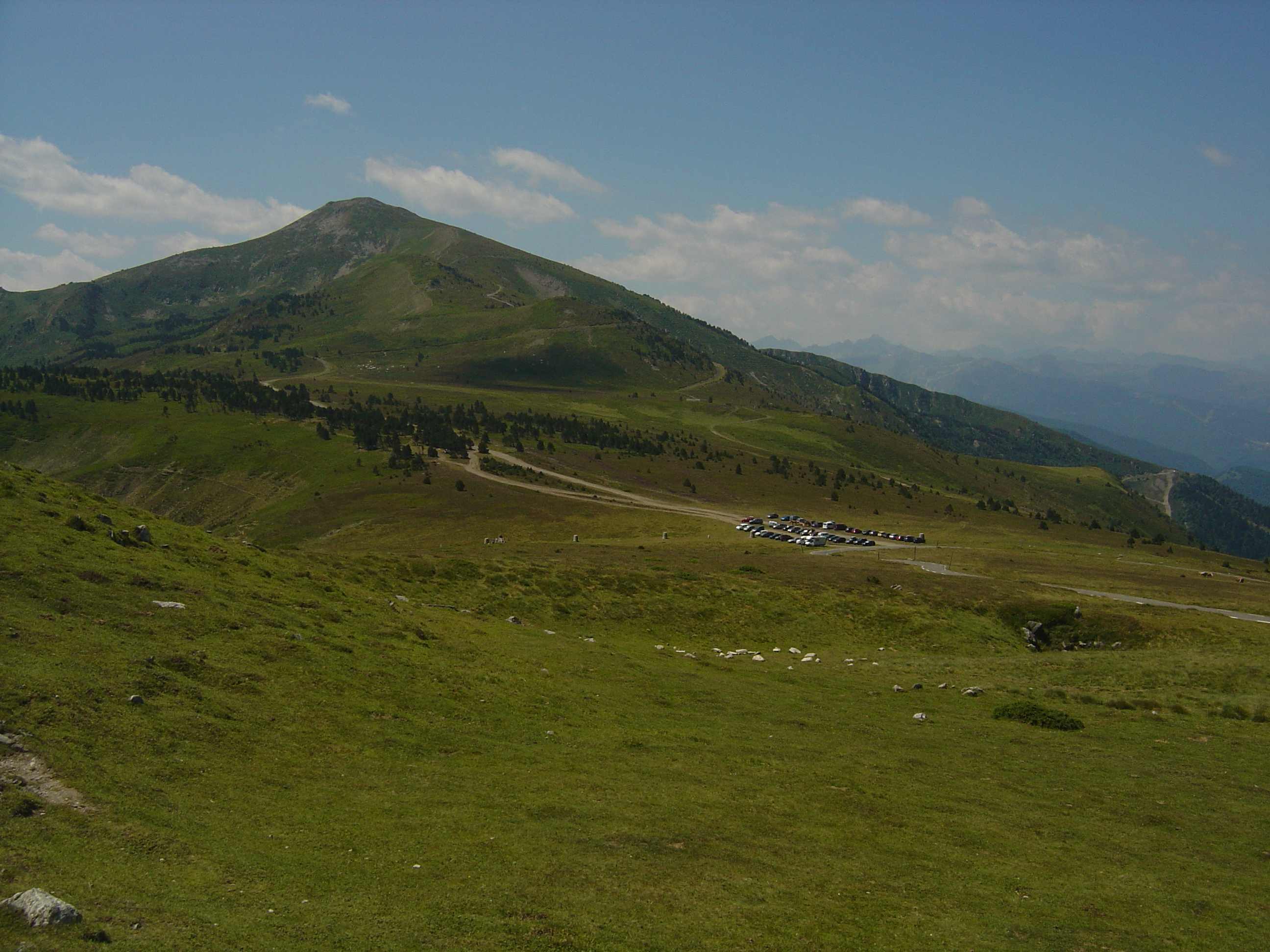
Sentier à quelques hectomètres du sommet vers le pic de Tarbésou (2364 m)

### Parapente
Depuis 2001, le port de Pailhères est un site de vol libre de la Fédération française de vol libre avec un décollage depuis la Coumeille des Nids (42° 44′ 06″ N, 2° 00′ 44″ E) à 1 940 m d'altitude.

### Randonnée
Un sentier de randonnée à quelques hectomètres du col permet de rejoindre le pic de Tarbésou (2 364 m) qui domine les trois étangs de Rabassoles (Rabassoles noir, Rabassoles bleu, Rabassoles bas).